# Número de Cauchy
En mecánica de fluidos, el número de Cauchy es un número adimensional definido como la relación entre la fuerza de inercia y la fuerza de compresión (fuerza elástica) en un fluido. Es utilizado en el estudio de fluidos compresibles.
Se llama así en honor al matemático francés Augustin Louis Cauchy.

## Simbología
| Símbolo                       | Nombre                           | Unidad  |
| ----------------------------- | -------------------------------- | ------- |
| {\displaystyle \mathrm {Ca} } | Número de Cauchy                 |         |
| {\displaystyle K}             | Módulo de compresibilidad        | Pa      |
| {\displaystyle L}             | Longitud                         | m       |
| {\displaystyle d}             | Dimensión de sección transversal | m       |
| {\displaystyle m}             | Masa                             | kg      |
| {\displaystyle u}             | Velocidad                        | m / s   |
| {\displaystyle \rho }         | Densidad                         | kg / m3 |

## Descripción
La compresión es importante, debido a que las fuerzas elásticas deben ser consideradas junto con las fuerzas inerciales de similitud dinámica.
Está definido por:
{\displaystyle \mathrm {Ca} ={\frac {\text{Fuerzas de inercia}}{\text{Fuerzas de compresión}}}}
|               | 1                                                             | 2                                                       |
| ------------- | ------------------------------------------------------------- | ------------------------------------------------------- |
| Ecuaciones    | {\displaystyle \mathrm {Ca} ={\frac {mu\ (u/L)}{K\ (d^{2})}}} | {\displaystyle \rho ={\frac {m}{d^{2}\ L}}}             |
| Simplificando | {\displaystyle \mathrm {Ca} ={\frac {m\ u^{2}}{K\ (d^{2}L)}}} |                                                         |
| Sustituyendo  | {\displaystyle \mathrm {Ca} ={\frac {\rho \ u^{2}}{K}}}       | {\displaystyle \mathrm {Ca} ={\frac {\rho \ u^{2}}{K}}} |

{\displaystyle \mathrm {Ca} ={\frac {\rho \ u^{2}}{K}}}